# Secondo Berruti
Giovanni Secondo Berruti (Asti, 1767 – Asti, 3 agosto 1797) è stato un medico e patriota italiano, prese parte ai moti rivoluzionari che diedero origine alla Repubblica Astese del 1797.

## Biografia
Medico, esercitava la professione insieme al padre. In famiglia si respiravano sentimenti democratici e rivoluzionari.
Nel maggio del 1794, prese parte a Torino ad una congiura giacobina con l'intento di sollevare la popolazione e rovesciare il governo sabaudo.
In quel frangente, dodici suoi colleghi vennero condannati a morte (anche se poi le sentenze eseguite furono soltanto due). Arrestato il 19 giugno, venne assolto e liberato nell'agosto successivo.
Nel 1797, partecipò insieme al fratello Felice ed all'avvocato Secondo Arò alle sollevazioni che portarono alla costituzione della Repubblica Astese dove divenne membro del Comitato della Forza armata.
Il 30 luglio 1797, quando ormai l'effimera repubblica stava cadendo, il Berruti mentre rientrava a casa con uno stendardo che aveva asportato dal palazzo municipale, incrociò una pattuglia di realisti che gli intimò di abbassare lo stendardo e di gridare "viva il re!".
Ci fu uno scontro ed il Berruti venne ferito da un colpo di sciabola; dopo poche ore venne arrestato a casa mentre lo stavano medicando. Processato con l'avvocato Gioachino Testa, venne condannato a morte e fucilato il 3 agosto 1797.